# 托南廷斯
02°52′22″S 67°48′07″W / 2.87278°S 67.80194°W

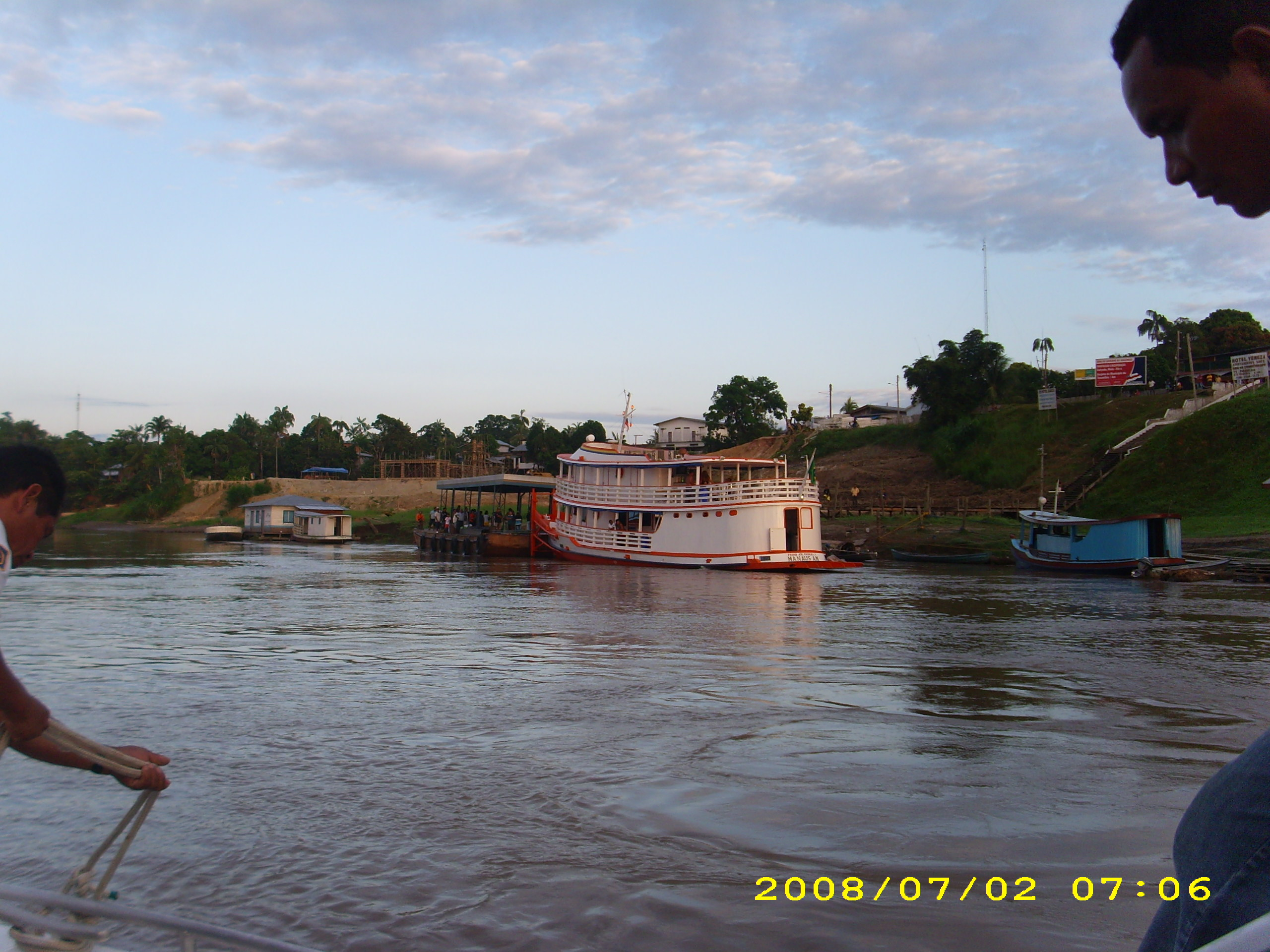
托南廷斯

托南廷斯（葡萄牙語：Tonantins）是巴西的城鎮，位於該國北部，由亞馬遜州負責管轄，始建於1981年12月10日，面積6,433平方公里，2014年人口18,322，人口密度每平方公里2.85人。